# 卡拉曼勒·穆罕默德帕夏
卡拉曼勒·穆罕默德帕夏（土耳其語：Karamanlı Mehmed Paşa，1458年9月13日—1481年5月4日），奥斯曼帝国官员，曾于1477年至1481年出任帝国宰相“大维齐尔”。

## 早年
1458年9月13日，卡拉曼勒·穆罕默德帕夏出生于卡拉曼，曾就读于君士坦丁堡（今伊斯坦布尔）由韦利·马哈茂德帕夏创建的学校，并且后来成了该校的老师。作为一个有学问的人，他曾在很多场合扮演了苏丹顾问的角色。他被任命为掌玺大臣（尼尚哲），并撰写了穆罕默德二世法典《kanunname》。他还帮助苏丹写就了给白羊王朝苏丹乌尊·哈桑的那些具有很高文学价值的书信。

## 作为大维齐尔
占领君士坦丁堡并处死大维齐尔钱达尔勒·哈利勒帕夏之后，苏丹穆罕默德二世倾向于任命出身德夫希尔梅的大维齐尔而非土耳其血统的，以避免大维齐尔权力过大而对皇权产生威胁。处死土耳其血统的钱达尔勒·哈利勒帕夏之后，他后面的四任大维齐尔都出生德夫希尔梅。1476年将卡拉曼勒·穆罕默德任命为大维齐尔是一个明显的破例，因为他是一个来自安那托利亚新占领的卡拉曼侯國的土耳其人。卡拉曼勒·穆罕默德在其短暂的任期中曾试图进行奥斯曼行政改革。

## 死亡
1481年5月3日，穆罕默德二世去世。在奥斯曼帝国，如果皇位继承人不在首都，大维齐尔有责任将前苏丹去世消息保密以避免造成混乱。然而，这一次苏丹的儿子们都远离首都：巴耶济德（后来的巴耶济德二世）在阿马西亚，而杰姆苏丹在卡拉曼勒·穆罕默德的故乡卡拉曼。卡拉曼勒·穆罕默德遣使去告诉两个王子他们父亲去世的消息，但卡拉曼更靠近首都，杰姆有机会在他哥哥之前返回首都。然而，支持巴耶济德的苏丹禁卫耶尼切里军团获知了苏丹去世的消息，由于他们怀疑卡拉曼勒·穆罕默德是杰姆派系的，所以5月4日发动叛乱杀死了卡拉曼勒·穆罕默德。